# Nikolaj Peskov
Nikolaj Dmitrijevič Peskov (rusky Николай Дмитриевич Песков, známý též jako Nikolaj Čoulz; * 3. února 1990 Moskva) je ruský podnikatel a syn tiskového mluvčího ruského prezidenta Dmitrije Peskova.

## Život
Peskov se narodil 3. února 1990 v Moskvě. Je nejstarším synem Dmitrije Peskova a Anastasije Buďonné. Je pravnukem Semjona Buďonného. V 90. letech se s matkou přestěhoval do Spojeného království, kde také získal vzdělání. Peskov někdy používá příjmení svého nevlastního otce, Čoulz.
V mládí byl chovancem britského nápravného zařízení pro mladistvé, nejprve za krádež mobilního telefonu a poté v roce 2010 za ublížení na zdraví jehož se dopustil v Milton Keynes. V letech 2010–2012 sloužil Peskov v ruských raketových vojskách strategického určení a v roce 2012 se zúčastnil moskevské přehlídky ke Dni vítězství. Krátce pracoval jako zpravodaj RT.
V roce 2017 Peskovův okázalý životní styl kritizoval ruský opoziční politik Alexej Navalnyj. Peskov v pořadu RBK reagoval, že Navalného zpráva je „provokace“.
V roce 2022 prohlásil, že nemá v úmyslu zúčastnit se ruské invaze na Ukrajinu. Tato reakce byla vnímána jako příklad nepotismu v Putinově Rusku.
Dne 21. dubna 2023 Jevgenij Prigožin v rozhovoru s válečným zpravodajem Alexandrem Simonovem uvedl, že Peskov vstoupil do Wagnerovy skupiny a účastní se ruské invaze na Ukrajinu jako dělostřelec. V rozhovoru pro Komsomolskajou pravdu Peskov svou účast potvrdil a uvedl, že za službu v zóně speciální operace obdržel medaili Za odvahu.

### Sankce
Po ruské invazi na Ukrajinu v roce 2022 byl Peskov 11. března téhož roku zařazen na seznam osob ministerstva financí Spojených států amerických, na které byly během ukrajinské krize uvaleny mezinárodní sankce. Dne 15. března 2022 byly na Peskova uvaleny sankce ze strany Spojeného království, přičemž má zákaz vstupu do země. Je také pod sankcemi Japonska (od 25. března), Austrálie (od 6. dubna), Evropské unie (od 3. června), Švýcarska (od 10. června), Kanady (od 29. září) a Nového Zélandu (od 22. listopadu).